# Брандсен
Брандсен (исп. Brandsen) — город в Аргентине в провинции Буэнос-Айрес. Административный центр муниципалитета Брандсен.

## История
В 1865 году в эти места была проведена железная дорога, и Педро Хосе Феррари пожертвовал землю для железнодорожной станции, которая в его честь получила название «Феррари».
В 1872 году местные жители стали подумывать о создании отдельного муниципалитета, и в 1875 году Педро Хосе Феррари, который в то время был мировым судьёй, предоставил властям план создания муниципалитета с административным центром в районе железнодорожной станции; муниципалитет (и его административный центр) было предложено назвать в честь французского военного Федерико де Брандсена, сражавшегося за независимость Южной Америки. План был утверждён, и 1876 год стал годом создания как муниципалитета, так и города.
В 1917 году, с целью унификации названий, железнодорожная станция «Феррари» была переименована в «Коронель-Брандсен».

## Знаменитые уроженцы
- Себастьян Саха (р.1979) — футболист.